# Unternehmen Sieben
Unternehmen Sieben, auch Operation U-7, war die Tarnbezeichnung einer Rettungsaktion für vom Holocaust Bedrohte aus dem Amt Ausland/Abwehr im Oberkommando der Wehrmacht. Die Aktion wurde einer breiteren Öffentlichkeit erst durch die Aufarbeitung von Winfried Meyer 1993 bekannt.
Im Herbst 1941 begann landesweit die Deportation von Juden aus Deutschland. Der Jurist Hans von Dohnanyi und der Offizier Hans Oster, einer der aktivsten Widerstandskämpfer, organisierten daraufhin die Aktion mit dem Decknamen „Unternehmen Sieben“. Sie erhielten Rückendeckung vom Leiter des Amtes, Admiral Wilhelm Canaris. Als Agenten der Abwehr getarnt sollten zunächst sieben Juden aus Berlin in die Schweiz ausreisen. Von Dohnanyi schlug vor, dass die Ausgeschleusten ihr Vermögen dem Amt überschreiben müssen, da es ohnehin an das Amt gefallen wäre und den entsprechenden Betrag in der Schweiz als Devisen wieder bekämen. Canaris ordnete dies daraufhin an. Bei einem geheimen Besuch in der Schweiz traf Dohnanyi die Vorkehrungen für die Aufnahme der Flüchtlinge.
1942 konnten im Rahmen des „Unternehmen Sieben“ 14 Personen als getarnte Agenten des Amtes Ausland/Abwehr in die Schweiz flüchten. Zunächst flüchtete die protestantische Sozialarbeiterin Charlotte Friedenthal (1892–1973), eine Mitarbeiterin der Bekennenden Kirche am 4. September 1942 und in Kontakt mit Dietrich Bonhoeffer. Zwölf weitere Personen flohen am 29. September 1942 aus Berlin und überschritten am 30. September 1942 die Schweizer Grenze:
- Julius Fliess, jüdischer Rechtsanwalt, seine jüdische Frau Hildegard und seine Tochter Dorothee
- Fritz Werner Arnold (1894–1980), getaufter, jüdischstämmiger Rechtsanwalt und die Person, welche während der Vorbereitung den Kontakt zwischen von Dohnanyi und den anderen „Agenten“ des Unternehmens hielt, seine „arische“ Frau Ursula und seine Kinder Christof-Dieter und Friederike Christiane
- Ilse Rennefeld, jüdische Ärztin, und ihr blinder, „arischer“ Mann Otto Rennefeld
- Annemarie Conzen, verwitwete, jüdische Nachbarin von Admiral Canaris, und ihre „halbjüdischen“ Töchter Gabriele und Irmgard

Ein Nachzügler war Irmingard Arnold, eine Tochter von Fritz Werner Arnold, die erst am 15. Dezember 1942 in die Schweiz flüchtete. Das Unternehmen glückte dank der guten Vorbereitung aller Beteiligten und der eingeholten Rückversicherungen.
Hans von Dohnanyi wurde 1943 unter fadenscheinigen Gründen verhaftet und ohne Anklage daraufhin im KZ Sachsenhausen festgehalten. Im Zuge der Untersuchungen zum Hitler-Attentat im Juli 1944 wurden von Dohnanyi, Oster und Canaris schwer belastet. Bei den Ermittlungen durch die Geheime Staatspolizei wurden das von Canaris geführte Tagebuch sowie weitere Aufzeichnungen gefunden und damit die Verwicklung des Amtes Ausland/Abwehr in den Widerstand gegen den Nationalsozialismus aufgedeckt. Alle drei wurden später hingerichtet.